# Bogdan von Hutten-Czapski

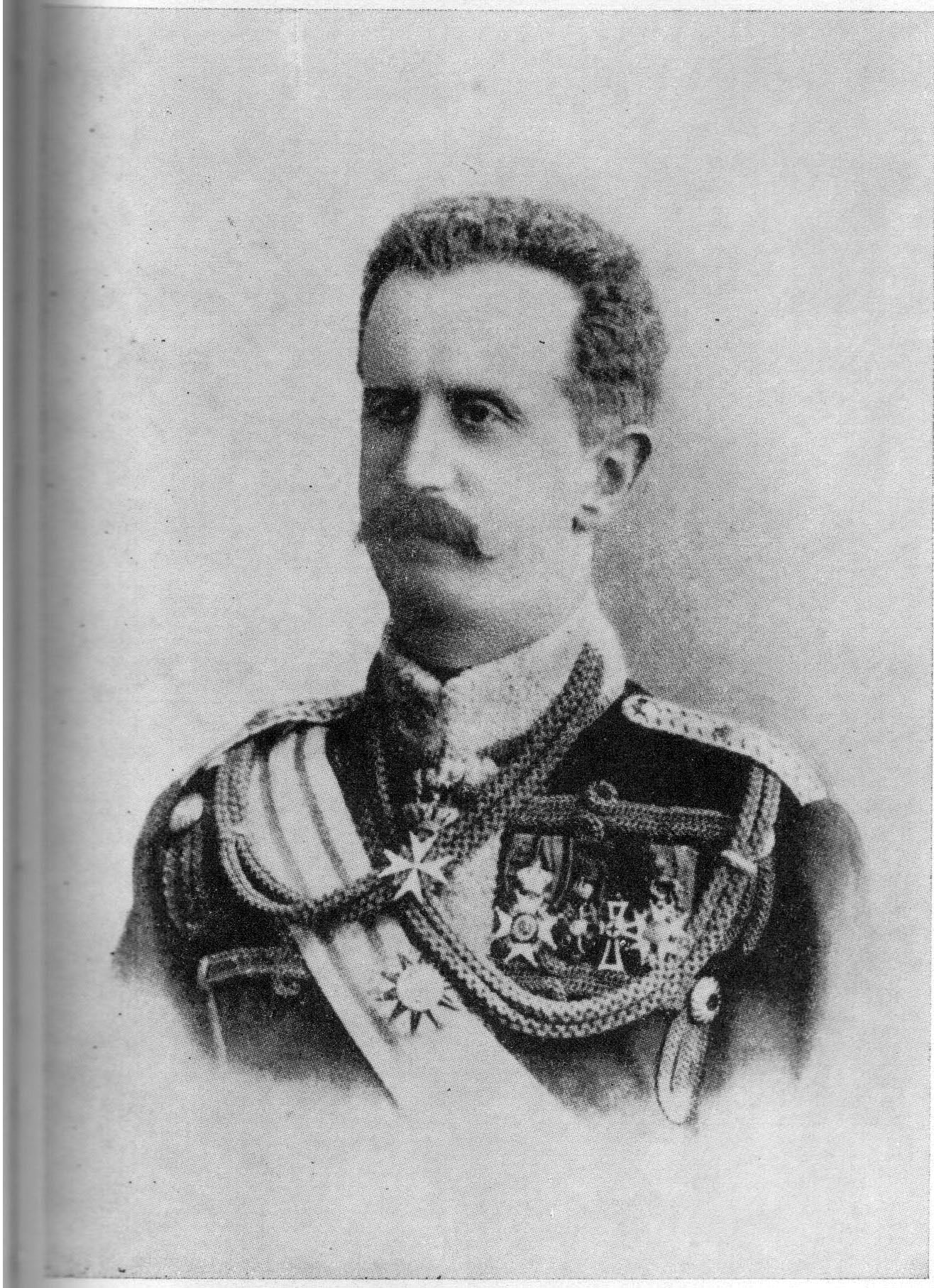
Hutten-Czapski 1891

Bogdan Graf von Hutten-Czapski (* 13. Mai 1851 in Smogulec bei Exin; † 7. September 1937 in Posen) war ein preußischer Politiker und Offizier polnischer Herkunft.

## Leben

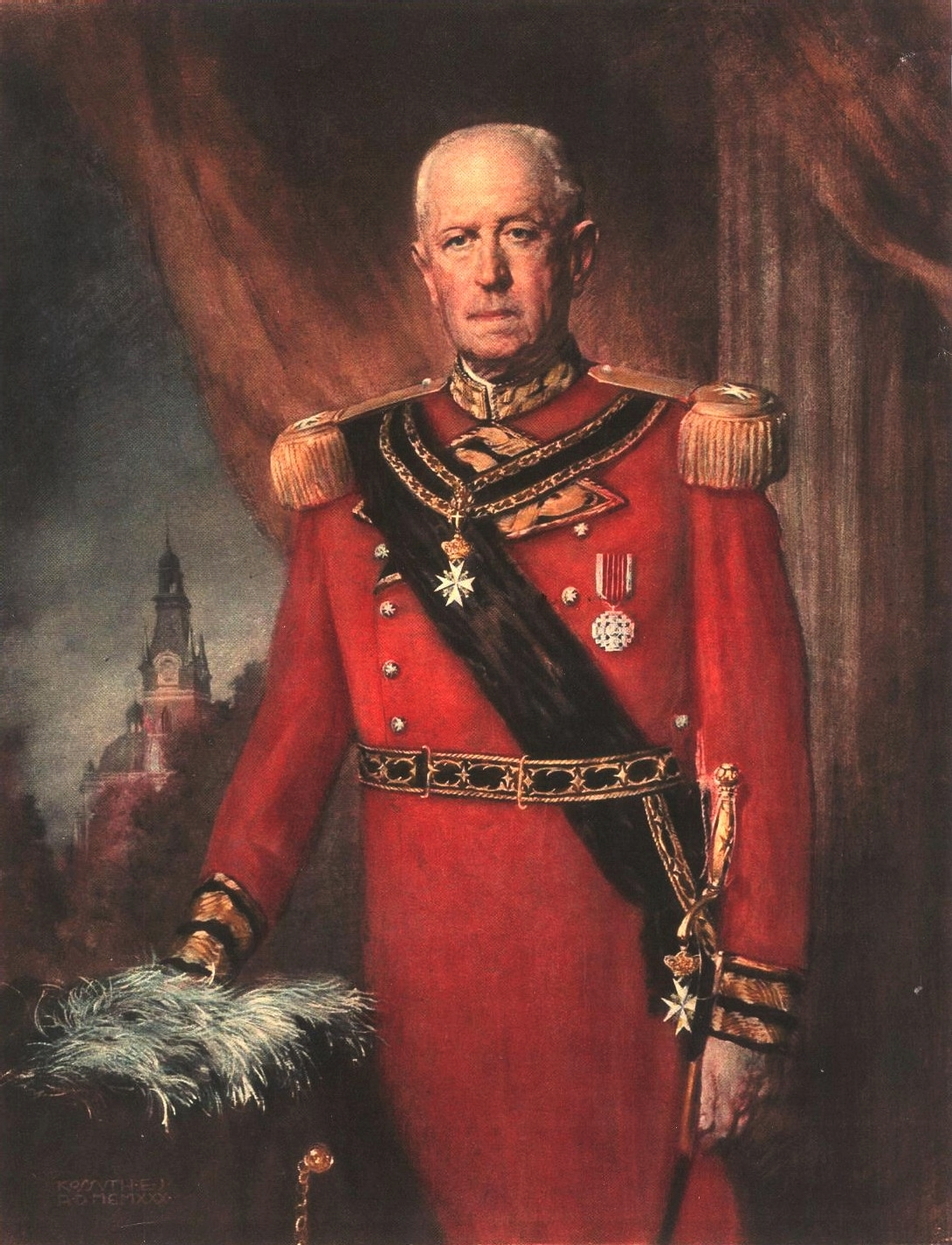
Bogdan Graf v. Hutten-Czapski nach 1918 in der Uniform des Malteserordens – Porträt von Francis Kossuth

### Herkunft
Bogdan Graf von Hutten-Czapski wurde 1851 als Sohn von Joseph Napoleon Graf Hutten-Czapski (1797–1852) und dessen Ehefrau Eleonora, geb. Gräfin Mielzynski (1815–1875) auf der elterlichen Herrschaft im preußischen Großherzogtum Posen geboren. Gerade ein Jahr nach seiner Geburt starb sein Vater an der Cholera, wodurch Bogdan bereits als Kind Chef seines Hauses wurde. Die Familie gehörte zu jener Gruppe polnischer Aristokraten, die nach den Teilungen Polens loyale Untertanen des Königs von Preußen geworden waren, ohne ihr polnisches Nationalbewusstsein zu verleugnen. In diese Tradition stellte sich auch der junge Graf Hutten-Czapski.

### Militärische Laufbahn (1873–1895)
Am 1. Oktober 1873 trat der Zweiundzwanzigjährige in die preußische Armee ein und diente als Einjährig-Freiwilliger beim 2. Garde-Dragoner-Regiment in Berlin. Zwei Jahre darauf, im August 1875, wurde er zum Reserveoffizier dieses Regiments ernannt. Im selben Jahr bestand er sein Referendarexamen und trat in den juristischen Staatsdienst beim Kreisgericht Charlottenburg. Am 31. Januar 1877 wurde er durch Allerhöchste Kabinettsorder zum aktiven Sekondeleutnant befördert und war seither bis 1899 Berufsoffizier.
In seiner Zeit bei den Gardedragonern, bei denen er bis 1881 stand, lernte Hutten die Berliner Gesellschaft der Gründerzeit kennen und spielte bereits früh eine führende Rolle in der „beau monde“ der Hauptstadt: Er verkehrte in den Salons von Marie Gräfin Schleinitz, Anna von Helmholtz und Helene von Lebbin und knüpfte enge Beziehungen zu dem alten Kaiserpaar an, mit dem er dank seiner Herkunft schon seit Längerem in persönlicher Verbindung gestanden hatte. Er wurde regelmäßig zu den „Donnerstagabenden“ im Salon des Stadtpalais des Kaisers Unter den Linden eingeladen, wo sich vor allem die liberale, katholikenfreundliche Kaiserin Augusta an der Gegenwart des strengkatholischen polnischen Magnaten erfreute. Allerdings trug ihm diese Nähe zur Kaiserin nachmals bei konservativen Staatsmännern, allen voran Bismarck, auch die Verdächtigung ein, ein „Agent Augustas“ oder Vertreter antipreußischer Interessen zu sein, was seine Karriere im Staatsdienst einigermaßen behinderte. In Berlin trat er auch in Verbindung mit Chlodwig zu Hohenlohe-Schillingsfürst (1819–1901), der damals Reichstagsabgeordneter war und dessen Sohn Philipp Ernst sein Regimentskamerad bei den 2. Gardedragonern war. Hohenlohe wurde für ihn bald die wichtigste Bezugsperson seiner beruflichen Existenz, ein „politischer Lehrmeister und väterlicher Gönner“.
Am 11. Oktober 1882 wurde Hutten zum Premierleutnant befördert und zugleich in das Leib-Garde-Husaren-Regiment nach Potsdam versetzt, wo er den späteren Kaiser Wilhelm II. kennenlernte, der damals im selben Regiment diente. Bereits im August 1884 wurde er, dessen Mutter eng mit der 1879 verstorbenen Gräfin Manteuffel befreundet gewesen war, zum Adjutanten des Reichsstatthalters von Elsass-Lothringen, Generalfeldmarschall Edwin von Manteuffel ernannt – ein prestigeträchtiger Posten, den er allerdings bald, nach dem Tod Manteuffels am 17. Juni 1885, wieder aufgeben musste. Hutten kam nun als Brigadeadjutant zur 20. Kavallerie-Brigade nach Hannover, wo er bis 1888 verblieb. Am 22. März 1887 versetzte ihn der alte Kaiser Wilhelm I. an seinem neunzigsten Geburtstag unter Beförderung zum Rittmeister zum 2. Kurhessischen Husaren-Regiment „Landgraf Friedrich II.“ Nr. 14, wo er im November 1888 Eskadronchef wurde.

### Politische Tätigkeit (1895–1914)
Am 8. April 1895 wurde Hutten-Czapski auf Empfehlung seines alten Gönners Hohenlohe, der seit 1894 Reichskanzler war, ins Preußische Herrenhaus berufen. Damit begann seine offizielle Teilnahme an der preußischen Politik. Nachdem seine vom Kriegsminister Walther Bronsart von Schellendorff favorisierte Berufung in den Generalstab vom Kaiser mehrfach abgelehnt worden war, entschloss sich Hutten 1896, einen längeren Urlaub anzutreten, der 1899 in die Versetzung zur Landwehr umgewandelt wurde. Allerdings blieb Hutten auch als Politiker in untergeordneter Position, die ihm wohl Einfluss, nicht aber Macht einräumte. Sein enges Verhältnis zu Fürst Hohenlohe bewirkte indessen, dass er verstärkt ins politische Zeitgeschehen eingreifen konnte: So wirkte er in den 1890er Jahren an der Durchsetzung der Militärstrafgerichtsreform mit, die gegen den Widerstand der Konservativen schließlich auch gelang.
Mit dem Abgang Hohenlohes im Jahr 1900 wurde sein Einfluss indessen spürbar geringer. Zum neuen Reichskanzler Bernhard von Bülow hatte er zwar ein leidlich gutes Verhältnis; doch sein seit 1906 geführter Kampf gegen das von der preußischen Staatsregierung geplante „Enteignungsgesetz“, das die Überführung einiger im polnischen Teil Preußens gelegener Güter in Staatseigentum erleichtern sollte, blieb letztlich vergeblich. Hutten, der ja selber Pole war, gehörte mit Generalfeldmarschall Gottlieb von Haeseler zu den wenigen Konservativen, die sich gegen das Gesetz wandten, das damals aufkommende, auch nationalistisch motivierte Germanisierungstendenzen in rechtliche Form bringen wollte. Anfang 1908 wurde es im Abgeordnetenhaus, dann auch im Herrenhaus angenommen.
Im Herbst 1901 ernannte ihn Kaiser Wilhelm II. zum Schlosshauptmann von Posen.

### Polnische Frage (1915–1918)
Mit dem Ersten Weltkrieg begann der bedeutungsvollste Abschnitt in Huttens politischem Lebenslauf. Unmittelbar nach Kriegsausbruch im August 1914 wurde er, mittlerweile Oberstleutnant der Reserve, ins Referat für Ostfragen im Großen Generalstab versetzt. Nach einem kurzen Zwischenspiel im besetzten Belgien kommandierte man ihn am 10. September zum Stab der 8. Armee nach Ostpreußen, die damals General von Hindenburg führte. Hier erlebte er den Sieg bei Tannenberg, die Zurückwerfung der russischen Armee und – nach einem Intermezzo als Vermittler in der italienischen Frage im Frühsommer 1915, das allerdings erfolglos endete – die Einnahme Warschaus am 5. August 1915 durch die 9. Armee unter Feldmarschall Prinz Leopold von Bayern. Anschließend spielte er eine einflussreiche Rolle als Berater des Militärgouverneurs von Polen, Generaloberst Hans von Beseler.
Bereits am 31. Juli 1914 hatte ihm der Kaiser in einer persönlichen Audienz eröffnet:

„Es ist mein Entschluss, falls Gott der Herr unseren Waffen den Sieg verleiht, einen selbständigen polnischen Staat wiederherzustellen, mit welchem im Bunde Deutschland für immer gegen Russland gesichert sein würde.“

Als Spross eines polnisch-deutschen Geschlechtes mit weitläufigen politischen und gesellschaftlichen Verbindungen war Hutten-Czapski, mittlerweile über sechzig Jahre alt, für eine Vermittlerrolle im angespannten Verhältnis zwischen preußischer Regierung und polnischer Minderheit wie kein Zweiter prädestiniert. Hoffnungen auf eine offizielle politische Verwendung in gehobener Stellung durfte sich der polnische Aristokrat und loyale preußische Staatsdiener allerdings auch jetzt nicht machen, wie ein Telegramm Kaiser Wilhelms vom 14. August belegt:

„Seine Majestät der Kaiser und König haben zu befehlen geruht, dass der Oberstleutnant Graf v. Hutten-Czapski beim Armeeoberkommando 9 dem Gouvernement Warschau zugeteilt werden solle. Allerhöchstdieselben sind überzeugt, dass der Oberstleutnant Graf v. Hutten-Czapski infolge seiner genauen Kenntnis der polnischen Verhältnisse und seiner guten Beziehungen zu den polnischen Kreisen dem Kaiserlichen Gouvernement eine wertvolle Stütze und ein guter Berater sein werde. Der Herr Gouverneur solle seine Dienste in ausgiebiger Weise in Anspruch nehmen.“

Auch jetzt noch blieb Hutten politisch in der zweiten Reihe, in jener „Zwitterstellung“ zwischen informellem Einfluss und formeller Bedeutungslosigkeit, die er im Nachhinein selber treffend charakterisiert hat:

„Als preußischer Pair sprach ich von der Tribüne des Herrenhauses; als persönlicher Sekretär des Reichskanzlers und Vertrauter Holsteins übte ich einen gewissen politischen Einfluss aus; als Führer meiner Schwadron auf dem Kasernenhofe, in der Reitbahn und im Übungsgelände war ich nichts anderes als Hunderte in gleicher Stellung. Wenn mich meine parlamentarischen Verpflichtungen nicht nach Berlin riefen, tat ich den gewohnten Dienst in Kassel. Aber es lag in den Verhältnissen, dass ich auch als simpler Eskadronschef in Berührung mit historischen Persönlichkeiten geriet.“

Gleichwohl setzte sich Hutten beim Generalgouvernement Warschau energisch für eine geplante Wiedererrichtung Polens als Regentschaftskönigreich Polen unter deutschem Protektorat ein. Er vertrat ein großpolnisches Programm im Sinne der historischen Einheit des früheren Königreichs Polen, ungeachtet der modernen ethnographischen Gegebenheiten, forderte aber mit Rücksicht auf die Mittelmächte vorerst nur russische Gebiete: Litauen, Weißrussland und bedeutende Teile der Ukraine. Im Gespräch mit Reichskanzler Theobald von Bethmann Hollweg im Juni 1916 trat er gegen die austropolnische Lösung, also die Vereinigung Russisch-Polens mit Galizien unter habsburgischer Herrschaft, auf. Der Umschwung der Kriegslage und der schließliche Zusammenbruch der deutschen Monarchien 1918 machten diesem Vorhaben, das sein Herzenswunsch als preußischer Staatsbürger polnischer Herkunft gewesen war, ein jähes Ende.

## Familie

Das Wappen der Czapskis, „Leliwa“ genannt

Graf Hutten-Czapski blieb unverheiratet. Er selber berichtete hierzu eine Anekdote, schwieg sich über seine eigentlichen Beweggründe jedoch aus:

„Als der Kaiser [Wilhelm I.] im Juni 1880 als Gast in der Mitte unseres Offizierskorps weilte, sagte er im Vorbeigehen zu mir, wohl weil er gehört hatte, dass bei mir getanzt worden war: „Sie geben ja große Bälle und haben noch immer keine Frau“. So vieler Fehler ich mich auch zeihen muss, eines habe ich, ohne etwaige Leserinnen kränken zu wollen, nie bereut: dass ich keine Gefährtin für meinen Lebensweg genommen habe. Der Mangel, den mancher darin sehen mag, wurde aufgewogen durch meine Unabhängigkeit.“

Trotz des Namens hatten die polnischen Hutten-Czapskis nichts mit dem fränkischen Geschlecht derer von Hutten zu tun. Der Name Czapski stammt vom Familienbesitz, den Dörfern Czaple und Czapelki in Pomerellen, im Kreise Schwetz. Der Beiname „Hutten“ ging hingegen auf eine Familienlegende zurück: Er taucht erst Anfang des 18. Jahrhunderts auf und ist eine Übersetzung des polnischen Wortes Tschapka (zu deutsch „Militärhut“), die der barocken Mode unter polnischen Magnaten entsprach, sagenhafte und mittelalterliche ausländische Ursprünge ihrer Geschlechter zu fingieren. Den preußischen Grafentitel mit Bestätigung des Namens „Hutten“ verlieh König Friedrich Wilhelm III. am 27. September 1804 an zwei ehemalige Generale des alten Königreichs Polen, Josef und Nikolaus. Diese waren aber mit Bogdan Hutten-Czapski und seinem Vater nur entfernt verwandt. Die Verleihung des Titels (gegeben Berlin am 3. September 1861) an den noch unmündigen Bogdan wurde durch seine Mutter erwirkt, die mit der Familie König Wilhelms I. befreundet war.
1922 adoptierte der kinderlose Graf Bogdan einen entfernten Verwandten, Emeryk August Hutten-Czapski (1897–1979) aus einer bei Minsk begüterten Linie der Familie, der einen Teil seines Vermögens erbte. Sein Majorat Smogulec vermachte Bogdan einer Stiftung, die die Erträge aus den Gütern an die Warschauer Hochschulen weiterleiten sollte. Seine bedeutende Dokumenten- und Büchersammlung gelangte an das Czapski-Museum in Krakau und zerstreute sich während des Zweiten Weltkrieges.

## Memoiren

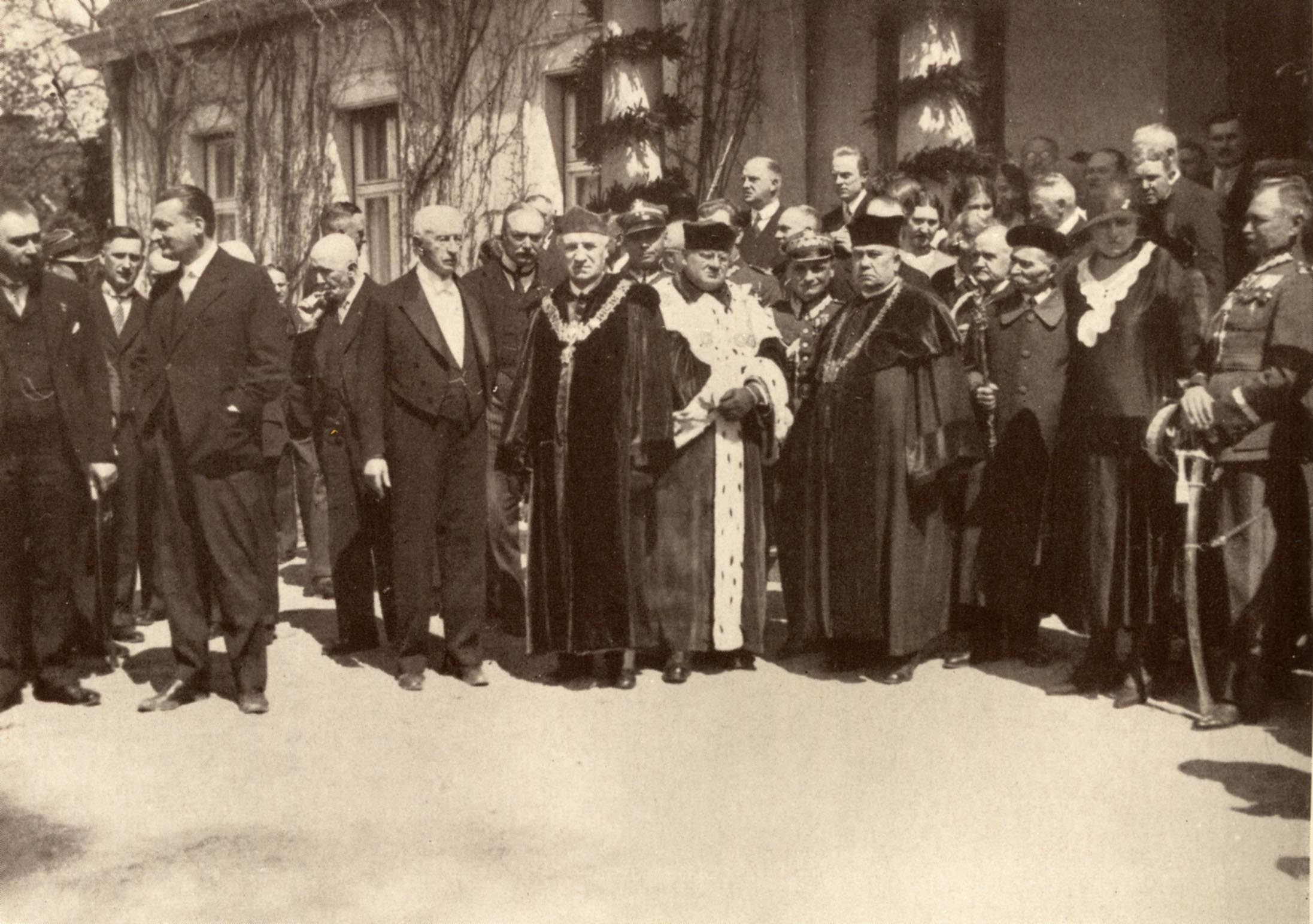
Hutten-Czapskis 80. Geburtstag in Smogulec, 13. Mai 1931, Emeryk 2.v.l., Bogdan 3.v.l.

Nach seinem Rückzug aus der Politik schrieb Hutten-Czapski seine Memoiren Sechzig Jahre Politik und Gesellschaft, veröffentlicht in zwei Bänden. Bis heute stellen seine Erinnerungen eine wichtige sozial- und kulturgeschichtliche Quelle dar. Sie dokumentieren auch, wie begrenzt der politische Horizont eines weltläufigen und scharfsichtigen Mannes wie Hutten in Bezug auf die heraufziehende NS-Herrschaft sein konnte. Im Vorwort notierte er seine Erwartungen für eine deutsch-polnische Verständigung in den dreißiger Jahren, die sich kaum zwei Jahre nach seinem Tod 1937 als fatale Fehleinschätzung erweisen sollte:
„Leider ist mein Streben nach der Herbeiführung eines deutsch-polnischen Bündnisses oder auch nur Einvernehmens damals [1918] gescheitert. Aber die beiden Männer, die das deutsche und polnische Volk als ihre Führer anerkennen (Hitler und Piłsudski, Anm.), haben unter völlig veränderten Verhältnissen und Voraussetzungen eine Verständigung angebahnt, die Dauer und Erfolg erhoffen lässt und darüber hinaus der gesamten europäischen Politik neue Wege gewiesen hat.“

## Werke
- (Hrsg.) Marian Hutten-Czapski: Die Geschichte des Pferdes. Bath, Berlin 1891.
- Ein Kampf ums Recht. Der Prozess um die Herrschaft Romsthal. Berlin 1930.
- Sechzig Jahre Politik und Gesellschaft. 2 Bände, Berlin 1936.